# 欧州アクセシビリティ法
欧州アクセシビリティ法（おうしゅうアクセシビリティほう）とは、EUが2019年6月に公布したものであり、正式には「製品及びサービスのアクセシビリティ要件に関する 2019年4月17日の欧州議会及びEU理事会指令「(EU)2019/882」という。広い範囲の製品やサービスを対象に、具体的なアクセシビリティ要件を定めたものである。正確には法ではなくEU指令であり、加盟国が国内法を2022年6月28日までに整備することによって効力を発揮する。